# Hrabstwo Yuma (Arizona)

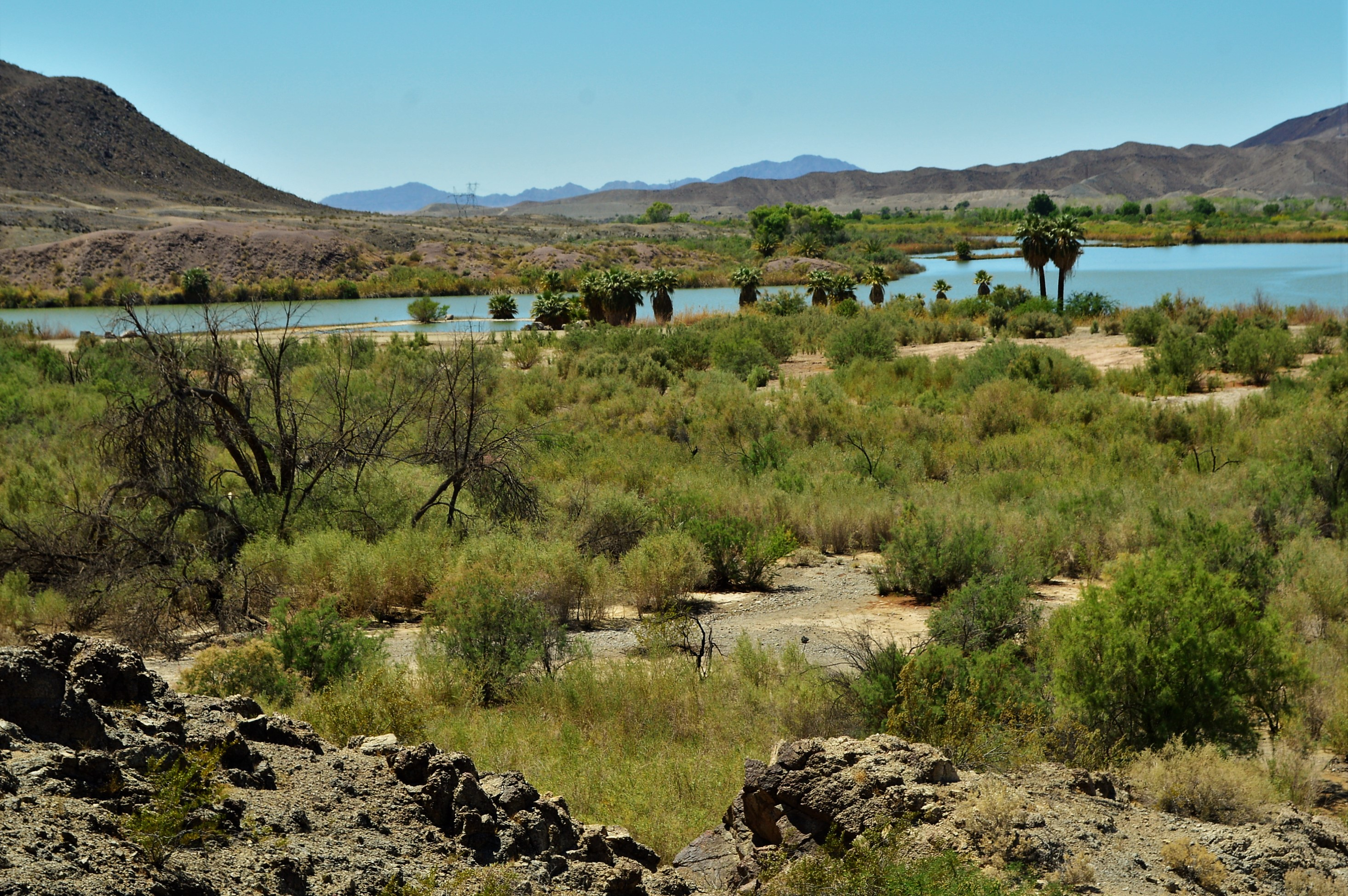
Jezioro Mittry

Hrabstwo Yuma – hrabstwo w USA w południowo-zachodniej części stanu Arizona. W roku 2023 liczba mieszkańców wyniosła 213 221. Stolicą jest Yuma.
W hrabstwie, około 50 km na północ od miasta Yuma znajduje się Poligon doświadczalny Yuma, jeden z największych obiektów wojskowych na świecie.
Hrabstwo słynie z uprawy warzyw liściastych, owoców cytrusowych i Phoenix dactylifera, które są wspierane jednym z najbardziej wydajnych systemów nawadniania na świecie. 

## Historia
Yuma jest jednym z czterech pierwszych hrabstw Terytorium Arizony, powstałego w 1864 roku. W 1983, z północnego krańca wyodrębniono La Paz.

## Geografia
Całkowita powierzchnia wynosi 14 294 km² z tego 13 km² (0.09%) stanowi woda. Ponieważ hrabstwo graniczy z Meksykiem, przybywa tu wielu nielegalnych imigrantów. Od października 2004 do lipca 2005, aresztowano ich ok. 124 000. To o 46% więcej niż rok wcześniej.

### Sąsiednie hrabstwa
- hrabstwo Pima – wschód
- hrabstwo Maricopa – wschód
- hrabstwo La Paz – północ
- hrabstwo Imperial w Kalifornii – zachód
- na południu hrabstwa granica państwa z Meksykiem – gminy Mexicali, Puerto Peñasco, San Luis Río Colorado i Plutarco Elías Calles

### Miejscowości
- San Luis
- Somerton
- Yuma
- Wellton

### CDP
- Avenue B and C
- Aztec
- Buckshot
- Dateland
- Donovan Estates
- Drysdale
- El Prado Estates
- Martinez Lake
- Fortuna Foothills
- Gadsden
- Orange Grove Mobile Manor
- Padre Ranchitos
- Rancho Mesa Verde
- Tacna
- Wall Lane
- Wellton Hills

## Demografia
W 2022 roku, w hrabstwie 91,1% mieszkańców stanowiła ludność biała (28,8% nie licząc Latynosów), 2,5% czarnoskórzy Amerykanie lub Afroamerykanie, 2,4% rdzenna ludność Ameryki, 2,2% miało rasę mieszaną, 1,5% to Azjaci i 0,3% pochodziło z wysp Pacyfiku. Latynosi stanowili 66,1% ludności hrabstwa.
Do największych grup należą osoby pochodzenia meksykańskiego (62,1%), niemieckiego (6,8%), angielskiego (5,4%), irlandzkiego (4%) i „amerykańskiego” (3,2%).